# Stanley Granström
Jan Stanley Granström, född 9 augusti 1938 i Karlskoga, är en svensk gitarrist. 
Han var en av originalmedlemmarna i dansbandet Sten & Stanley från 1962 och spelade i bandet (som fortfarande bär hans namn) till 1967. Före Sten & Stanley spelade han i Little Gerhards kompband The G-men.